# Котобукі-Мару №5
Котобукі-Мару № 5 (Kotobuki Maru No 5) — японське судно, яке під час Другої світової війни взяло участь у операціях японських збройних сил у архіпелазі Бісмарка.
В останній декаді січня 1942-го переобладнаний сітьовий загороджувач Котобукі-Мару № 5 взяв участь у операції захоплення Рабаулу (порт на острові Нова Британія в архіпелазі Бісмарка, який на наступні два роки стане головною передовою базою японців, з якої провадитимуться операції на Соломонових островах та сході Нової Гвінеї). Зокрема, відомо що Котобукі-Мару № 5 перебував у Рабаулі вже 24 січня, на наступну добу після його захоплення десантом.
25 жовтня 1942-го під час нальоту на Рабаул літаків B-17 «Літаюча фортеця» Котобукі-Мару № 5 був потоплений.